# Feldmaresciallo

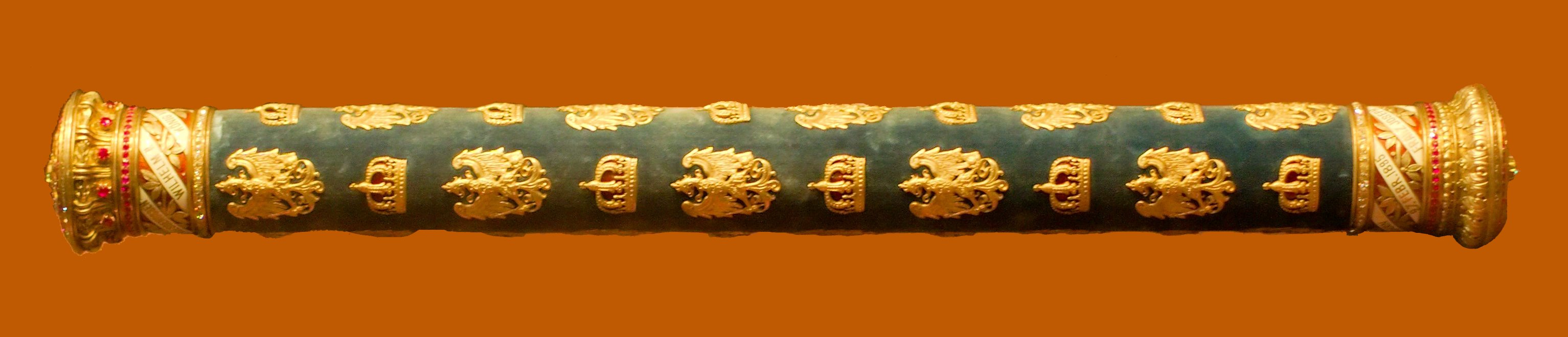
Bastone di Feldmaresciallo di Prussia

Feldmaresciallo generale (in tedesco Generalfeldmarschall, in inglese general field marshal o field marshal general; abbreviato in tedesco Feldmarschall, in inglese field marshal ovvero maresciallo di campo) è un grado presente nell'esercito di alcuni Stati (fra cui il Regno Unito) nonché nel passato nel Sacro Romano Impero, nell'Impero austriaco e in vari Stati tedeschi e in seguito presente in Germania nell'Impero tedesco e nel Terzo Reich; il suo simbolo per eccellenza è il bastone da feldmaresciallo che può essere assegnato a ufficiali in servizio solo in tempo di guerra. Nell'esercito prussiano, e successivamente in quello tedesco, tale grado disponeva di diversi privilegi, come una scorta di protezione costante. 
Nel 1854 vennero creati due nuovi gradi, quello di Generaloberst (colonnello generale) e quello di Generaloberst mit dem Rang eines Feldmarschalls (colonnello generale con funzioni di feldmaresciallo), creato allo scopo di promuovere il principe Guglielmo a un alto grado senza infrangere la regola che solo i comandanti in tempo di guerra potevano ricevere il grado di feldmaresciallo. 
Nel 1870 il principe Federico Carlo e il principe della Corona Federico Guglielmo furono i primi principi prussiani nominati feldmarescialli.
Negli eserciti tedeschi il grado di feldmaresciallo generale fu il più alto grado militare fino al 1945. Il suo equivalente nella marina era Großadmiral (grandammiraglio). Il grado fu in pratica abolito dopo la caduta del Terzo Reich. Attualmente il più alto grado nella ricostituita Bundeswehr è quello di General. Unica eccezione di cui si è a conoscenza è stato Hermann Göring che, per poter essere di un grado superiore a ogni altro feldmaresciallo tedesco e quindi mantenere la sua figura di spicco all'interno della gerarchia nazista, fu insignito da Hitler nel 1940 del titolo, creato quindi appositamente per lui, di maresciallo del Reich (Reichsmarschall), divenendo il maresciallo per antonomasia.
La Nationale Volksarmee (NVA) della Repubblica Democratica Tedesca creò il grado di Marschall der DDR (maresciallo della RDT) il 25 marzo 1982. Un generale poteva essere nominato a questo grado dallo Staatsrat (il Consiglio di Stato, capo di Stato collegiale della RDT) in tempo di guerra o per imprese militari eccezionali. Nei pochi anni intercorsi fra la creazione del grado e la caduta della Germania Est nel 1990, nessuno venne elevato a tale grado.

## Regno Unito
Nel Regno Unito il Field Marshal è il più alto grado militare, direttamente superiore al generale. Arthur Wellesley, I duca di Wellington, fu feldmaresciallo di dodici eserciti. I suoi bastoni da maresciallo sono tutti in esposizione al Wellington Museum di Londra.

## Thailandia
Feldmaresciallo (in lingua thai: จอมพล, trascrizione RTGS: Chom Phon, trascr. IPA [t͡ʃɔːm pʰon], letteralmente: generale massimo) è il più alto grado del Reale Esercito Thailandese. Attualmente è detenuto unicamente dal re di Thailandia Vajiralongkorn, che è formalmente il capo delle Reali Forze Armate Thailandesi.

## Elettorato poi Regno di Sassonia
- 21 giugno 1631 - Hans Georg von Arnim
- 24 novembre 1632 - Francesco Alberto di Sassonia-Lauenburg
- 19 ottobre 1638 - Rudolf von Morzin
- 1º gennaio 1666 - Ernst Albrecht von Eberstein
- 28 agosto 1681 -bre 1688 - Heino Heinrich von Flemming
- 9 aprile 1691 - Hans Adam von Schöning
- 10 maggio 1693 - Jeremias von Chauvet
- 30 settembre 1697 - Enrico VI di Reuss-Plauen
- 27 agosto 1699 - Adam Heinrich von Steinau
- 3 dicembre 1706 - Georg Benedikt von Ogilvy
- 22 febbraio 1712 - Jakob Heinrich von Flemming
- 17 aprile 1730 - Christoph August von Wackerbarth
- 26 novembre 1735 - duca Giovanni Adolfo II di Sassonia-Weissenfels
- 11 gennaio 1749 - Friedrich August Rutowski
- 27 luglio 1763 - Johann Georg Chevalier de Saxe
- 6 gennaio 1775 - principe ereditario Federico di Anhalt-Dessau
- 11 luglio 1871 - re Alberto I di Sassonia
- 15 giugno 1888 - re Giorgio I di Sassonia

## Elettorato poi Regno di Baviera
- 1740 - Friedrich Heinrich von Seckendorff (1673-1763)

...
- 1814 - Carl Philipp von Wrede

...

## Elettorato di Brandeburgo poi Regno di Prussia
- 20 giugno 1657 - Otto Christoph von Sparr (1599-1668)
- 1670 - Georg von Derfflinger (1606-1695)
- 24 gennaio 1670 - principe Giovanni Giorgio II di Anhalt-Dessau (1627-1693)
- 1688 - Hans Adam von Schöning (1641-1696)
- 1º maggio 1691 - Heino Heinrich von Flemming (1632-1706)
- Alexander von Spaen (1619-1692)
- langravio Federico II d'Assia-Homburg (1633-1708)
- 1698 - Johann Albrecht von Barfus (1634-1704)
- 23 marzo 1706 - Alexander Hermann von Wartensleben (1650-1734)
- 1712 - Leopoldo I di Anhalt-Dessau 1676-1747)
- 1713 - Carl Philipp von Wylich und Lottum (1650-1719)
- 1713 - Alexander zu Dohna (1661-1728)
- 1733 - Albrecht Konrad Finck von Finckenstein (1660-1735)
- 1737 - Friedrich Wilhelm von Grumbkow (1678-1739
- Dubislaw Gneomar von Natzmer (1654-1739)
- 1739 - Erhard Ernst von Röder (1665-1743)
- 1740 - Hans Heinrich von Katte (1681-1741)
- 1740 - Kurt Christoph von Schwerin (1684-1757)
- 1741 - Samuel von Schmettau (1684-1751)
- 1741 - Caspar Otto von Glasenapp (1664-1747)
- 16 maggio 1742 - principe Cristiano Augusto di Anhalt-Zerbst
- 17 maggio 1742 - principe Leopoldo II di Anhalt-Dessau
- 24 maggio 1747 - Henning Alexander von Kleist (1676-1749)
- 19 marzo 1745 - Wilhelm Dietrich von Buddenbrock (1672-1757)
- 1747 - Christoph Wilhelm von Kalckstein (1682-1759)
- 18 settembre 1747 - James Keith (1696-1758)
- 1751 - Friedrich Leopold von Gessler (1688 1762)
- 1751 - Hans von Lehwaldt (1685-1768)
- 1757 - principe Maurizio di Anhalt-Dessau (1712-1760)
- novembre 1758 - principe Ferdinando di Brunswick-Wolfenbüttel (1721-1792)
- 1787 - principe Carlo Guglielmo Ferdinando di Braunschweig (1735-1806)
- 1793 - Wichard Joachim Heinrich von Möllendorf (1724-1816)
- Alexander von Knobelsdorff (1723-1799)
- 1805 - Wilhelm Magnus von Brünnecke (1727-1817)
- 21 luglio 1807 - Wilhelm René de l'Homme de Courbière (1733-1811)
- 1807 - Friedrich Adolf von Kalckreuth (1737-1818)
- 19 ottobre 1813 - Gebhard Leberecht von Blücher, principe di Wahlstatt (1742-1819)
- 1821 - Friedrich Graf Kleist von Nollendorf, (1762-1823)
- 1821 - Johann David Ludwig Yorck von Wartenburg (1759-1830)
- 1825 - August Graf Neidhardt von Gneisenau (1760-1831)
- 1839 - Hans Ernst Karl von Zieten (1770-1848)
- 5 ottobre 1847 - Karl Freiherr von Müffling (1775-1851)
- 7 ottobre 1847 - Hermann von Boyen (1771-1848)
- 9 ottobre 1847 - Karl Friedrich von dem Knesebeck (1768-1848)
- 14 marzo 1854 - Friedrich Karl zu Dohna-Schlobitten (1784-1859)
- 5 agosto 1856 - Friedrich von Wrangel (1784-1877)
- 27 gennaio 1916 - sultano Mehmet V dell'Impero ottomano (1844-1918)
- 6 settembre 1918 - sultano Mehmet VI dell'Impero ottomano (1861-1926)

## Impero d'Austria
- 1806 - Heinrich Johann Bellegarde (1756-1845)
- 1808 - Joseph Alvinczy von Berberek (1735-1810)
- 1809 - Charles Joseph, Principe di Ligne (1735-1814)
- 1813 - Karl Philipp, Principe di Schwarzenberg (1771-1820)
- 1833 - Alfred von Windisch-Graetz (1787-1862)
- 1836 - Josef Graf Radetzky von Radetz (1766-1858)
- 1848 - Francesco Giuseppe I, Imperatore d'Austria, Re d'Ungheria e Boemia (1830-1916)
- 1860 - Heinrich Freiherr von Hess (1788-1870)
- 4 aprile 1863 - arciduca Alberto d'Asburgo-Teschen, Duca di Teschen (1817-1895)

## Impero tedesco
- 28 ottobre 1870 - principe Federico Carlo di Prussia (1828-1885)
- 28 ottobre 1870 - Federico III di Germania, Imperatore tedesco e Re di Prussia (1831-1888)
- 8 aprile 1871 - Eberhard Herwarth von Bittenfeld (1796-1884)
- 8 aprile 1871 - Karl Friedrich von Steinmetz (1796-1877)
- 16 giugno 1871 - Helmuth Graf von Moltke (1800-1891)
- 11 luglio 1871 - re Alberto I di Sassonia (1828-1902)
- 1º gennaio 1873 - Albrecht von Roon (1803-1879)
- 1873 - Edwin Freiherr von Manteuffel (1809-1885)
- 15 marzo 1888 - Leonhard Graf von Blumenthal (1810-1900)
- 15 marzo 1888 - re Giorgio I di Sassonia, allora Principe della Corona (1832-1904)
- 19 giugno 1888 - principe Alberto di Prussia (1837-1906)
- 19 giugno 1888 - arciduca Alberto d'Austria, Duca di Teschen (1817-1895)
- 27 febbraio 1895 - Francesco Giuseppe I, Imperatore d'Austria, Re d'Ungheria e Boemia (1830-1916)
- 6 maggio 1900 - Alfred von Waldersee (1832-1904)
- 1º gennaio 1905 - Gottlieb Graf von Haeseler (1836-1919)
- 1º gennaio 1905 - Wilhelm von Hahnke (1833-1912)
- 1º gennaio 1905 - Walter Freiherr von Loë (1828-1908)
- 9 settembre 1906 - Principe Arturo, Duca di Connaught (1850-1942)
- 20 aprile 1909 - re Carlo I di Romania (1839-1914)
- 1º gennaio 1911 - Max von Bock und Pollach
- 1º gennaio 1911 - Alfred Graf von Schlieffen (1833-1913)
- 1º gennaio 1911 - Colmar Freiherr von der Goltz (1843-1916)
- 16 maggio 1911 - re Giorgio V del Regno Unito (1865-1936)
- 11 settembre 1912 - re Federico Augusto III di Sassonia (1865-1932)
- 8 agosto 1913 - re Costantino I di Grecia (1868-1923)
- 2 novembre 1914 - Paul von Hindenburg (1847-1934)
- 27 gennaio 1915 - Karl von Bülow (1846-1921)
- 22 giugno 1915 - arciduca Federico d'Asburgo-Teschen, Duca di Teschen (1856-1936)
- 22 giugno 1915 - August von Mackensen (1849-1945)
- 26 giugno 1915 - re Luigi III di Baviera, quale Principe di Baviera (1845-1921)
- 23 luglio 1916 - re Guglielmo II di Württemberg (1848-1921)
- 1º agosto 1916 - Principe della Corona Rupprecht di Baviera (1869-1955)
- 1º agosto 1916 - principe Leopoldo di Baviera (1846-1930)
- 1º agosto 1916 - duca Alberto di Württemberg (1865-1939)
- 18 gennaio 1916 - tzar Ferdinando I di Bulgaria (1861-1948)
- 1º febbraio 1916 - sultano Mehmet V dell'Impero ottomano (1844-1918)
- 1916 - Franz Conrad von Hötzendorf (1852-1925)
- 12 febbraio 1917 - Carlo I d'Austria, Imperatore d'Austria, Re d'Ungheria (IV) e Boemia (III) (1887-1922)
- 18 dicembre 1917 - Hermann von Eichhorn (1848-1918)
- 31 dicembre 1917 - Remus von Woyrsch (1847-1920)

## Impero d'Austria-Ungheria
- 8 dicembre 1914 - arciduca Federico d'Austria, Duca di Teschen (1856-1936)
- 1916 - Carlo I d'Austria, Imperatore d'Austria, Re d'Ungheria (IV) e Boemia (III) (1887-1922)
- 23 novembre 1916 - arciduca Eugenio d'Austria (1863-1954)
- 25 novembre 1916 - Franz Conrad von Hötzendorf (1852-1925)
- 5 novembre 1917 - Hermann Kövess von Kövesshaza (1854-1924)
- 5 novembre 1917 - Alexander von Krobatin (1849-1933)
- 30 gennaio 1918 - Franz Rohr von Denta (1854-1927)
- 31 gennaio 1918 - Eduard von Böhm-Ermolli (1856-1941)
- 1º febbraio 1918 - Svetozar Boroevic von Bojna (1856-1920)
- 24 ottobre 1918 - arciduca Giuseppe Augusto d'Austria (1872-1962)

## Terzo Reich
- 20 aprile 1936 - Werner von Blomberg (1878-1946)
- 4 febbraio 1938 - Hermann Göring, poi Reichsmarschall (1893-1946)
- 19 luglio 1940 - Walther von Brauchitsch (1881-1948)
- 19 luglio 1940 - Albert Kesselring (1885-1960)
- 19 luglio 1940 - Wilhelm Keitel (1882-1946)
- 19 luglio 1940 - Günther von Kluge (1882-1944)
- 19 luglio 1940 - Wilhelm Ritter von Leeb (1876-1956)
- 19 luglio 1940 - Fedor von Bock (1880-1945)
- 19 luglio 1940 - Wilhelm List (1880-1971)
- 19 luglio 1940 - Erwin von Witzleben (1881-1944)
- 19 luglio 1940 - Walter von Reichenau (1884-1942)
- 19 luglio 1940 - Erhard Milch (1892-1972)
- 19 luglio 1940 - Hugo Sperrle (1885-1953)
- 19 luglio 1940 - Gerd von Rundstedt (1875-1953)
- 31 ottobre 1940 - Eduard Freiherr von Böhm-Ermolli (1856-1941)
- 22 giugno 1942 - Erwin Rommel (1891-1944)
- 30 giugno 1942 - Georg von Küchler (1881-1968)
- 1º luglio 1942 - Erich von Manstein (1887-1973)
- 31 gennaio 1943 - Friedrich Paulus (1890-1957)
- 1º febbraio 1943 - Paul Ludwig Ewald von Kleist (1881-1954)
- 1º febbraio 1943 - Maximilian Reichsfreiherr von Weichs (1881-1954)
- 1º febbraio 1943 - Ernst Busch (1885-1945)
- 16 febbraio 1943 - Wolfram Freiherr von Richthofen (1895-1945)
- 1º marzo 1944 - Walther Model (1891-1945)
- 5 aprile 1945 - Ferdinand Schörner (1892-1973)
- 25 aprile 1945 - Robert Ritter von Greim (1892-1945)